# John Batchelor
John Batchelor, född 1854, död 1944, var en brittisk missionär.
John Batchelor var från 1883 verksam som missionär bland ainufolket på Hokkaido. Han var den förste att ägna några djupare studier åt deras kultur. Bland hans arbeten märks Ainu-English-Japanese dictionary (3:e upplagan 1926), Ainu Life and Lore (1927) samt Nya testamentet på ainu.